# روني بين أري
روني بين أري (بالعبرية: רוני בן ארי‏) هي فنانة إسرائيلية، ولدت في 1947 في رمات غان في إسرائيل.

## وصلات خارجية
- الموقع الرسمي